# 龔念遂
龔念遂，（？—1619年4月15日）明朝杜松部將，官至參將，陣亡於薩爾滸之役。

## 生平

### 隨軍出征
萬曆四十六年（1618年），後金兵破撫順。萬曆四十七年（1619年），兵部右侍郎楊鎬，起兵討伐努爾哈赤。楊鎬分兵四路，分別為山海關總兵杜松、遼東總兵李如柏、開原總兵馬林和遼陽總兵劉鋌。杜松原以「兵餉未充，士卒不習，將領未協，不便大舉。」為由，勸阻楊鎬且勿出兵。然而楊鎬決心已下，杜松難以抗命，只得率部出征，龔念遂亦以參將職隨軍出行。

### 兵敗身亡
四月十四日，杜松已抵吉林崖，使探馬測河深淺，河水僅至馬腹，杜松欲急進，副使張銓、都司劉遇節勸阻，杜松不聽，裸衣渡河，明軍士氣大振，然半渡時遭努爾哈赤使人放水洩洪，淹死大半，輜重嚴重損失，只得留龔念遂部於對岸休養。四月十五日，天明，後金進攻薩爾滸，總兵王宣、趙夢麟等人拚死抵禦。明軍施火器、發巨砲，後金死傷千餘人。雙方纏鬥至暮，明軍終不支，營遭攻破，王宣、趙夢麟以下將士全數戰死。後金軍直撲杜松營，杜松亦率軍衝殺十餘載，戰況甚為慘烈。死者「橫屍亙山野，流血成渠。」，杜松身中十八矢，遭努爾哈赤之子貝勒賴慕布射殺。明軍全數覆沒，龔念遂乃率部撤至尚間崖，投奔馬林。馬林乃築壕挖溝，排炮列陣，分為三營，馬林親率一營，潘宗顏率一營，龔念遂率一營，三營呈「品」字排列。入夜，努爾哈赤起兵六萬餘，率軍襲至，龔念遂部奮力死戰，然不敵，馬、潘尚未救援，努爾哈赤已攻破龔部大營，龔念遂身亡，其軍全數覆沒。